# Hortense Richard
Pour les articles homonymes, voir Richard (patronyme).
Hortense Richard, pseudonyme de Marie Sophie Hortense Jeanne Schrenk, née le 24 juin 1858 à Charonne (ancienne commune de la Seine) et morte le 2 juillet 1940 à Châtillon (Hauts-de-Seine) est une peintre et miniaturiste française.

## Biographie

### Jeunesse et famille
Marie Sophie Hortense Jeanne Schrenk naît à Charonne en 1858, fille naturelle de Louise Christine Frederika Schrenk et de père non dénommé. Sa mère, une Allemande née à Stuttgart, la reconnaît officiellement en août 1879. Quelques jours plus tard, Hortense se marie avec son collègue peintre Désiré Alfred Magne,,.
Sur son acte de décès, en 1940, il est mentionné qu'elle est la fille d'un nommé Jean Richard, dont elle a adopté le patronyme comme nom d'artiste.

### Carrière
Hortense Richard apprend la peinture avec Delphine de Cool, James Bertrand, Jules Lefebvre et William Bouguereau à l'Académie Julian à Paris. 
Elle expose à Paris au Salon de 1875 puis au Salon des artistes français à partir de 1909. Elle reçoit une mention honorable à l'Exposition universelle de Paris en 1889, puis le prix Maxime-David et une médaille de troisième classe en 1892 où elle fait sensation avec La Dormeuse, une peinture sur ivoire de taille imposante.  Elle obtient une médaille de bronze à l'Exposition universelle de 1900. Elle est premier prix de l'Union des Femmes peintres et sculpteurs en 1906. Elle expose jusqu'en 1935.
Elle présente également son travail au musée des Sciences et de l'Industrie de Chicago et au Woman's Building, un pavillon dédié à la Femme qui incorpore une centaine d'artistes féminines venues du monde entier lors de l'Exposition universelle de 1893 à Chicago,.
Elle peint également sur porcelaine,.
Les artistes américaines Catherine Evans, Marie Preble et Rita Potron ont été ses élèves ainsi que Louise Ferey.
Elle meurt, veuve, en 1940, à son domicile du 5, rue de Fontenay à Châtillon.

Œuvres d'Hortense Richard
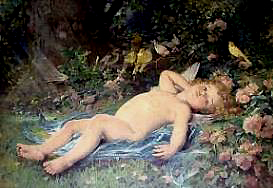
Le Réveil de l'Amour (1893), peinture sur porcelaine, localisation inconnue.
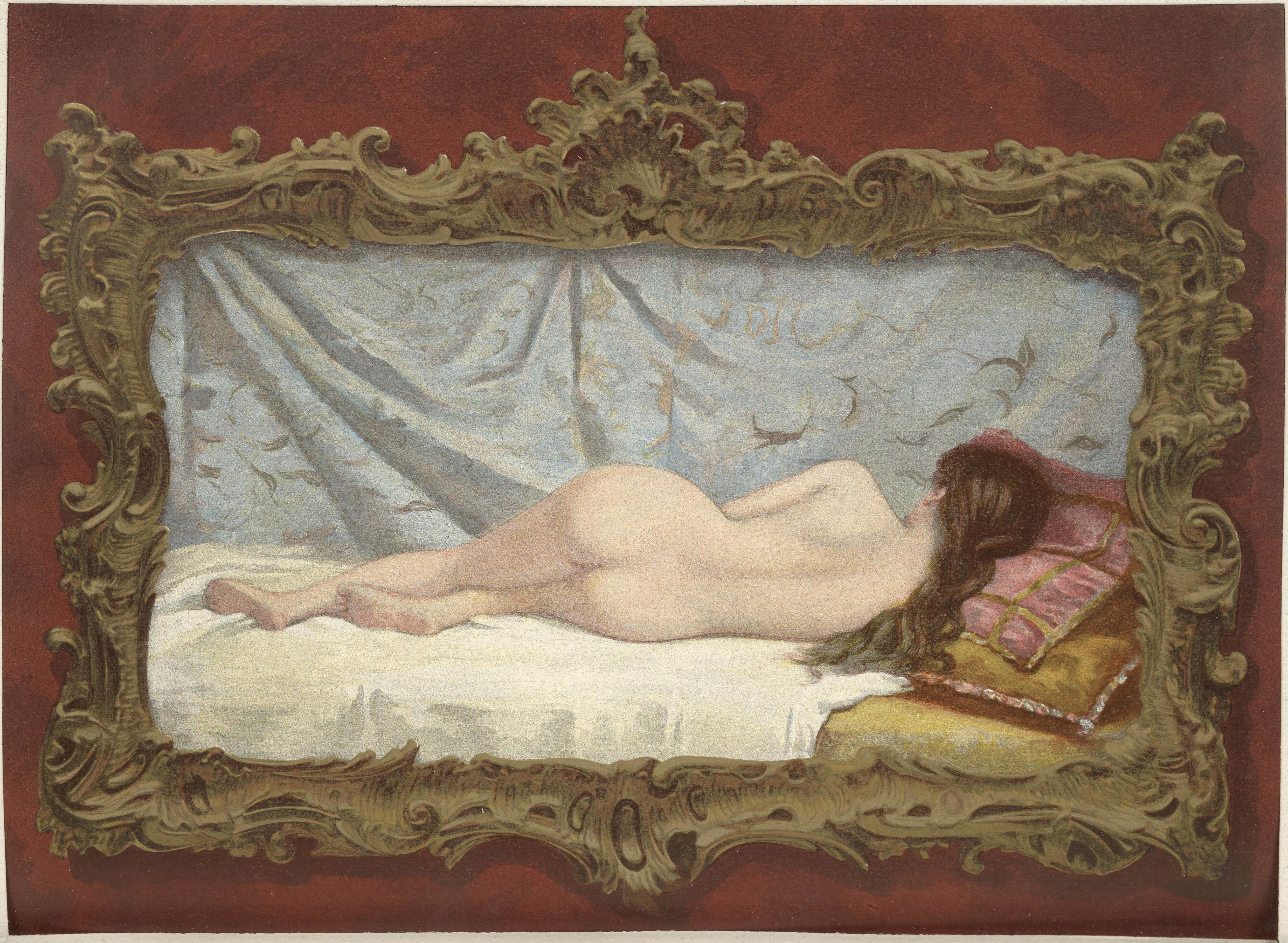
La Dormeuse (1893), miniature sur ivoire, localisation inconnue.
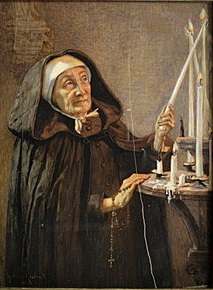
À l'église en Poitou (1895), miniature sur ivoire, Paris, musée du Louvre.
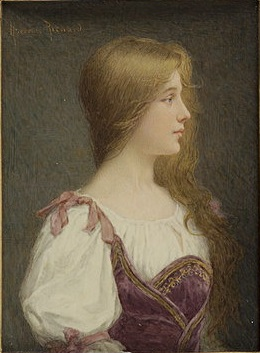
Portrait d'une jeune fille blonde, de profil, miniature sur ivoire, Paris, musée du Louvre.
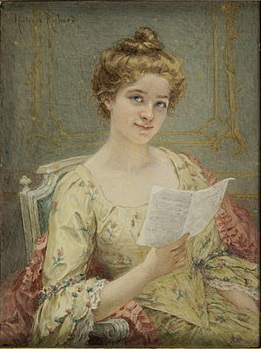
La Lettre de Manon, miniature sur ivoire, Paris, musée du Louvre.
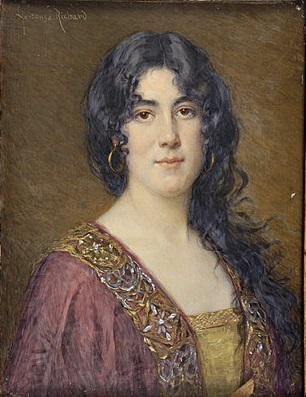
Portrait d'une jeune femme brune, miniature sur ivoire, Paris, musée du Louvre.